# Raciborski-Eiben
Die Raciborski-Eiben [raʨi'bɔrskʲi-] sind ein Naturdenkmal und wachsen auf dem Nordwesthang des Babica in Harbutowice (Woiwodschaft Małopolskie).
Ihr Alter wird auf ungefähr 1000 Jahre geschätzt. Sie sind neben der Eibe von Henryków die ältesten Eiben in Polen. Sie sind bei der UNESCO registriert, seit 1934 rechtlich geschützt und im Katalog der Naturdenkmäler erfasst. Seit 1954 sind sie Naturdenkmäler kraft der vom Präsidium des Nationalrates der Woiwodschaft in Krakau herausgegebenen Rechtsurkunde.
Die Bäume wachsen auf dem Gebiet des Dorfes Harbutowice, im Gebiet eines früheren Urwaldes. Die Eiben sind durch hartes, schweres Holz mit kirschbraunem Kernholz gekennzeichnet, sind schmalringig und widerstandsfähig gegen Vermoderung.
Ihren Namen verdanken sie ihrem Entdecker, Professor Marian Raciborski (1863–1917), der zu den Pionieren des Naturschutzes in Polen gehörte. Die größere und zugleich ältere der Eiben ist ein weibliches Exemplar mit einem Umfang von 3 m und einer Höhe von 15 m. Ihr Alter wird auf zwischen 1200 und 2000 Jahren geschätzt. Die andere, niedrigere und zugleich jüngere ist ein männliches Exemplar, dessen Alter auf ungefähr 650–1000 Jahre geschätzt wird. Andere, weniger stattliche Eiben kann man ebenfalls in Harbutowice und auf dem Gebiet einiger kleiner Ansiedlungen mit den Namen Batorówka, Kozakówka und Szczerbakówka besichtigen.